# El Bajo (Tucumán)
El Bajo es un barrio de San Miguel de Tucumán, Tucumán, Argentina. Se encuentra delimitado por las avenidas Sáenz Peña, Soldati, Brígido Terán y las calles Crisóstomo Álvarez, José Ingenieros, Las Heras, Amadeo Jacques y Mendoza.

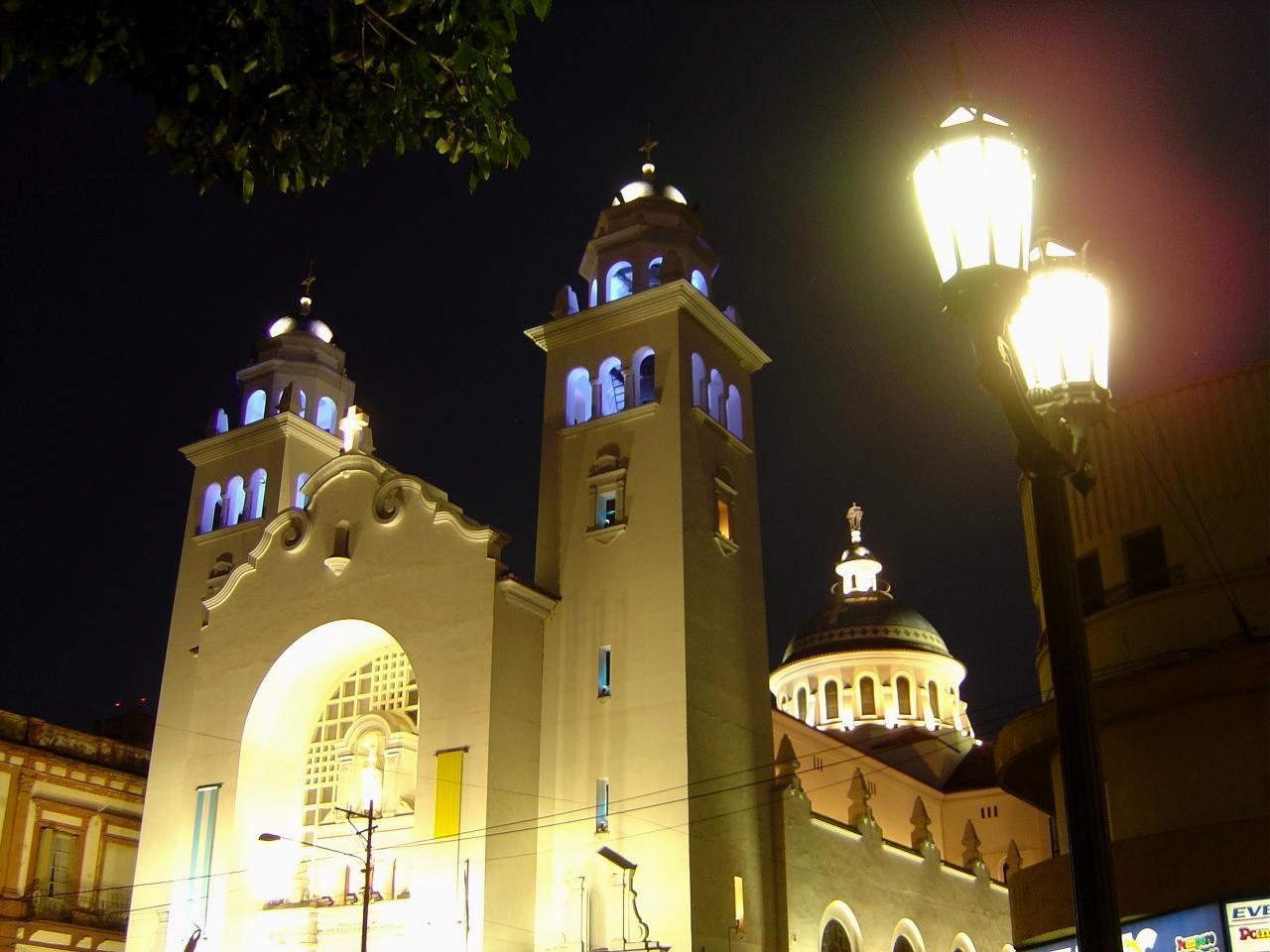
Fachada de la Iglesia de Nuestra Señora de la Merced.

## Historia
El Bajo comenzó a poblarse en el siglo XVIII, cuando el río Salí llegaba originalmente a las actuales avenidas Sáenz Peña y Avellaneda. Con la creación de la Estación San Cristóbal del Ferrocarril Belgrano en 1892, se crearon diversos comercios y hoteles alrededor de la estación para las personas que recién arribaban del interior de Tucumán o de otras provincias. Además, en 1963 se construyeron el aeropuerto de Tucumán y la terminal de ómnibus frente a la estación ferroviaria. El aeropuerto se trasladó en 1981 a su actual ubicación y en 1994 se inauguró la nueva terminal de ómnibus. En el solar de la vieja estación de ómnibus se instalaron comercios ambulantes y paradas de autos rurales.

## Sitios de Interés
- Hotel República
- Sala Orestes Caviglia
- Hotel Colonial
- Museo Juan Carlos Iramain[5]
- Predio Ferial Norte

## Educación
- Colegio de La Merced
- Escuela y Liceo Vocacional Sarmiento
- Escuela Técnica N° 2 Obispo Colombres
- Conservatorio Provincial de Música

## Salud
- Sanatorio Pasquini

## Seguridad
- Comisaría 1°

## Transporte

### Líneas de colectivos
- Línea 1
- Línea 3
- Línea 4
- Línea 6
- Línea 7
- Línea 8
- Línea 9
- Línea 10
- Línea 11
- Línea 12
- Línea 17
- Línea 18
- Línea 19
- Línea 100
- Línea 101
- Línea 103
- Línea 105
- Línea 106
- Línea 107
- Línea 109
- Línea 110
- Línea 118
- Línea 121
- Línea 122
- Línea 123
- Línea 124
- Línea 125
- Línea 129
- Línea 130
- Línea 131
- Línea 132
- Línea 140
- Línea 141
- Línea 142
- Línea El Provincial

## Parroquias de la Iglesia Católica en El Bajo
| Arquidiócesis | Arquidiócesis de Tucumán             |
| ------------- | ------------------------------------ |
| Parroquia     | Basílica Nuestra Señora de la Merced |

## Sismicidad
La sismicidad del área de Tucumán es frecuente y de intensidad baja, y un silencio sísmico de terremotos medios a graves cada 30 años.
- Sismo de 1861: aunque dicha actividad geológica catastrófica, ocurre desde épocas prehistóricas, el terremoto del 20 de marzo de 1861 (163 años) con 12.000 muertes,[7] señaló un hito importante dentro de la historia de eventos sísmicos argentinos ya que fue el más fuerte registrado y documentado en el país. A partir del mismo la política de los sucesivos gobiernos del norte y de Cuyo han ido extremando cuidados y restringiendo los códigos de construcción.[6] Y con el terremoto de San Juan de 1944 del 15 de enero de 1944 (81 años) los gobiernos tomaron estado de la enorme gravedad crónica de sismos de la región.
- Sismo de 1931: de 6,3 de intensidad, el cual destruyó parte de sus edificaciones y abrió numerosas grietas en la zona[7][6]